# Arn van Würzburg
Arn van Würzburg ook Arno van Endsee (overleden 13 juli 892) was van 855 tot aan zijn dood in de zomer van 892 bisschop van Würzburg. Hij was een leerling van bisschop Gozbald, die op 20 september 855 stierf. Arn werd in zijn plaats tot bisschop verkozen. 
Arn was een krijger-prelaat. Hij trad op enig punt in zijn carrière tegen bijna elke externe vijand van het Oost-Frankische Rijk in het strijdperk. Hij kwam om tijdens een veldtocht tegen de Slavische stammen in het huidige oosten van Duitsland.
In zijn eerste jaar in functie werd de kathedraal van Würzburg vernietigd door blikseminslag. Aan Arn de schone taak om tot herbouw over te gaan. Arn was een actieve deelnemer in het Oost Frankische regeringen van Lodewijk de Duitser (die hem ook had aangesteld), Karel de Dikke en Arnulf van Karinthië. 
Zijn opvolger was Rudolf I van Würzburg. 

## Voetnoten
1. ↑  AF, 855 (blz. 37 en n1)